# Cách mạng không phải là một bữa tiệc
Cách mạng không phải là một bữa tiệc (giản thể: 革命不是请客吃饭; phồn thể: 革命不是請客吃飯; Hán-Việt: Cách mạng bất thị thỉnh khách ngật phạn; bính âm: Gémìng bùshì qǐngkè chīfàn) hay làm cách mạng không phải là mời người ta đến dự tiệc, là một cụm từ do Mao Trạch Đông đặt ra. Nó được lấy từ bài tiểu luận của Mao có tựa đề Báo cáo điều tra phong trào nông dân ở Hồ Nam viết năm 1927 trong Cách mạng ruộng đất. Nghĩa là cách mạng không thể nhẹ nhàng, mềm mỏng mà phải kiên quyết, triệt để, là hành động bạo lực, đẫm máu của giai cấp này nhằm lật đổ giai cấp khác.
Trong báo cáo này, Mao khẳng định: "Cách mạng không phải là một bữa tiệc, viết luận, vẽ tranh, thêu thùa; nó không thể tinh tế, nhàn nhã và dịu dàng, ôn hòa, tử tế, nhã nhặn, kiềm chế và cao thượng. Cách mạng là một cuộc nổi dậy, một hành vi bạo lực do giai cấp này tiến hành nhằm lật đổ giai cấp khác."
Dựa trên quan điểm này, sử gia Trương Minh còn chỉ ra thêm rằng “cách mạng không phải là một bữa tiệc, cách mạng là lời mời ăn uống". Câu này còn là cơ sở của một lời giễu cợt chính trị: "đối với nhiều cán bộ Geming bushi qingke jiushi chifan 'Cách mạng không phải là chiêu đãi khách, chỉ là dự tiệc [bằng tiền công hoặc bằng giá tiền của nhà giàu mới nổi]." 